# Зематаль
Зематаль (нім. Sehmatal) — громада в Німеччині, розташована в землі Саксонія. Входить до складу району Рудні Гори.
Площа — 44,45 км2. Населення становить 6307 ос. (станом на 31 грудня 2020).